# Cercoleipus coelonotus
Genre
Espèce
Cercoleipus coelonotus est une espèce d'acariens mesostigmates de la famille des Cercomegistidae, la seule du genre Cercoleipus.

## Distribution
Cette espèce a été observée en Californie et en Espagne.

## Publication originale
- Kinn, 1970 : A new genus and species of Cercomegistidae (Acarina : Mesostigmata) from North America. Acarologia, vol. 12, p. 244-252.